# Ur-Ningirsu II

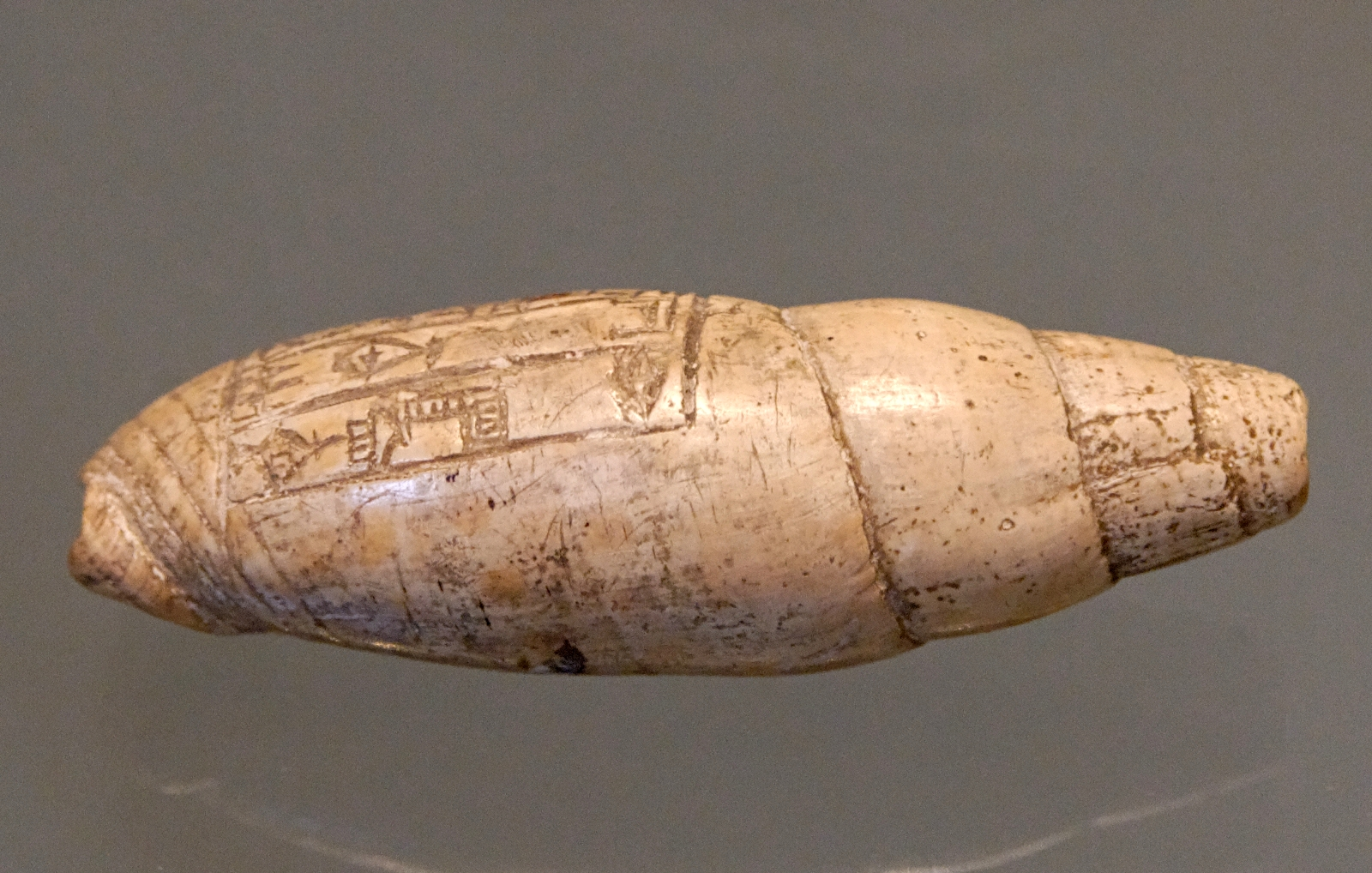
Muszla z inskrypcją „Ur-Ningirsu, władca Lagasz, syn Gudei, władcy Lagasz”, znaleziona w Girsu (ob. Telloh), zbiory Luwru (AO 209).

Ur-Ningirsu II (sum. ur.dnin.gír.su, tłum. „sługa boga Ningirsu”) – władca sumeryjskiego miasta-państwa Lagasz, panujący pod koniec XXII w. p.n.e., syn i następca Gudei. Zachowane inskrypcje Ur-Ningirsu II przedstawiają go jako władcę pokojowego, troszczącego się o świątynie i dbającego o kanały irygacyjne. W inskrypcjach tych Ur-Ningirsu II regularnie wspomina o swym ojcu Gudei, dzięki czemu można odróżnić je od inskrypcji jednego z jego poprzedników, Ur-Ningirsu I, który w swych inskrypcjach nigdy nie wymienia imienia swego ojca.
|                |                |                     |
| ur.dnin.gír.su | énsi(pa.te.si) | lagaš(šir.bur.la)ki |
| Ur-Ningirsu    | władca         | Lagasz              |

sumeryjski zapis imienia i tytulatury Ur-Ningirsu w piśmie klinowym